# Fatal Fury: Wild Ambition
Fatal Fury: Wild Ambition (餓狼伝説 ワイルドアンビション Garō Densetsu Wairudo Anbishon?, "Legend of the Hungry Wolf: Wild Ambition") es un videojuego de lucha 3D similar a los de la saga Tekken y Street Fighter EX producido por SNK y es un spin-off de la serie Fatal Fury de juegos de lucha. El juego fue lanzado en arcade japonés el 28 de enero de 1999. Fue uno de los últimos juegos lanzados para la placa base Hyper Neo Geo 64. Fue portado a PlayStation el 24 de junio en Japón y el 30 de noviembre en Norteamérica, lo que lo convierte en el único juego Hyper Neo Geo 64 que recibe un puerto para un sistema doméstico. El juego fue relanzado como juego descargable para PlayStation 3 y PlayStation Portable a través de PlayStation Network en Japón el 25 de abril de 2007.
El juego vuelve a contar la historia del videojuego Fatal Fury original. Presenta a Toji Sakata y Tsugumi Sendo a la serie y coloca a Mai Shiranui, Kim Kaphwan y Li Xiangfei como participantes del torneo King of Fighters original. Ryuji Yamazaki también aparece como un personaje de jefe medio y Ryo Sakazaki aparece como Mr. Karate en la versión exclusiva para PlayStation, vinculando los eventos de Art of Fighting 2 con este juego.

## Jugabilidad
Fatal Fury: Wild Ambition es un juego de lucha en 3D, aunque la jugabilidad es similar a la de un juego de lucha en 2D. La disposición de los botones para los controles es similar a Real Bout Fatal Fury 2: The Newcomers, pero incluye un nuevo movimiento llamado Axis Shift. Esta característica permite a los jugadores mover sus personajes hacia la izquierda o hacia la derecha usando movimiento 3D. Los personajes atacan con puñetazos, patadas y ataques fuertes. Cada personaje también tiene una variedad de movimientos especiales y movimientos de desesperación (ahora llamados ataques superpoderosos). Los ataques de superpoder se pueden realizar solo cuando el medidor de salud del jugador parpadea en rojo y no usa el medidor de calor.
Al igual que en "Real Bout Fatal Fury 2", los jugadores pueden realizar lanzamientos, contraataques y ataques de persecución; También pueden burlarse y recuperarse rápidamente después de ser noqueados.
Fatal Fury: Wild Ambition reemplaza el medidor de potencia de Real Bout Fatal Fury 2 por el medidor de calor. El medidor de calor comienza al 50% de su capacidad al comienzo de cada partido, aunque puede cambiar entre rondas del mismo partido. Los jugadores llenan el medidor atacando o burlándose de su oponente, pero recibir daño o ser arrojados disminuye el indicador. Si un jugador recibe daño pero su oponente deja de atacarlo, el medidor volverá a subir al 50%. Cuando el jugador llene el medidor de calor, aparecerá el mensaje "MAX OK". Luego, los jugadores pueden realizar un Overdrive Power o un Heat Blow. El medidor de calor estará casi vacío si se utiliza cualquiera de los movimientos; Esto también puede suceder si el jugador sufre demasiado daño o realiza numerosos contraataques. Si esto sucede, aparecerá un mensaje de Peligro. Si un jugador recibe demasiado daño con un medidor de calor casi vacío, el jugador se sobrecalentará. Esto hace que el jugador se maree, volviéndose vulnerable al ataque del oponente.
Una nueva característica introducida en Fatal Fury: Wild Ambition permite al jugador bloquear un ataque en el momento en que golpea, lo que no causa daño, mientras que el oponente ofensivo es empujado.
Un nuevo ataque introducido en Fatal Fury: Wild Ambition es el imbloqueable Heat Blow. Un jugador puede aturdir o lanzar al oponente al aire y luego realizar un golpe de calor mientras es atacado por el oponente para interrumpir sus ataques. El uso de un golpe de calor disminuye el medidor de calor cuando el usuario está cerca del estado de peligro.
Fatal Fury: Wild Ambition cambia los ataques de Potencia Potencial (abreviado a P. Power en el juego) y les cambia el nombre a Overdrive Power. Los ataques Overdrive Power funcionan de manera diferente a los ataques P. Power de los juegos antiguos. El jugador puede realizar ataques Overdrive Power una vez que el medidor de calor esté lleno, independientemente de cuánta salud tenga el jugador. El uso de Overdrive Power reduce el medidor de calor cerca del punto de peligro.

## Personajes
Fatal Fury: Wild Ambition presenta 10 personajes jugables en su lista arcade, además de dos personajes ocultos. Estos personajes estuvieron disponibles de forma predeterminada en la versión de PlayStation, que agregó dos personajes secretos adicionales para un total de 14. Los nuevos personajes introducidos por primera vez en Wild Ambition están marcados en negrita.
- Andy Bogard
- Billy Kane
- Duck King
- Geese Howard
- Joe Higashi
- Li Xiangfei
- Kim Kaphwan
- Mai Shiranui
- Mr. Karate
- Raiden
- Ryuji Yamazaki
- Terry Bogard
- Toji Sakata
- Tsugumi Sendo

## Recepción
La versión de PlayStation recibió críticas mixtas según el sitio web de agregación de reseñas GameRankings. En Japón, Famitsu le dio una puntuación de 25 de 40. También en Japón, Game Machine incluyó la versión arcade en su edición del 15 de marzo de 1999 como el tercer juego arcade de mayor éxito del mes.